# Whiskyprovning
Whiskyprovning är en aktivitet som går ut på att analysera whisky utifrån olika kriterier, främst doft- och smakupplevelser. Till skillnad från konsumtion av drycken som sällskapsdryck är syftet med en whiskyprovning att analysera whiskyns karaktär.
För att genomföra en whiskyprovning på ett mer strukturerat sätt brukar man använda sig av ett provningsprotokoll där noteringar görs av varje deltagare. Särskilda whiskyprovarglas används också. Två populära whiskyglas är Glencairn och Durobor Porto.
Whiskyn brukar ofta poängbedömas utifrån olika skalor. Ibland används en hundragradig skala, ibland en tiogradig skala. Många whiskyintresserade engagerar sig och går samman i whiskyklubbar eller whiskyföreningar. I Sverige finns det ett flertal sådana whiskyklubbar.